# للخطايا ثمن (مسلسل)
للخطايا ثمن، مسلسل كويتي درامي اجتماعي، قوبل المسلسل برفض شديد من عند الشيعة في الكويت، وذلك لتحدثه بأمور تخص الشيعة فيما وصفه البعض بالاستهزاء بالمذهب الشيعي من قبل اصحاب المذهب السني. وأعلنت mbc الاثنين 10 سبتمبر 2007 عن عدم بثها للمسلسل الكويتي «للخطايا ثمن»؛ بسبب قرار الجهات الرسمية الكويتية منعه.